# 張文龍 (香港區議員)
張文龍，前香港葵青區議會副主席兼前長安選區議員，香港民主派人士，與本土派有聯繫，組織葵青傳承成員，廣告自由工作者，現職九龍巴士公司車長。2019年8月，適逢反對逃犯條例修訂草案運動，張文龍聯同葵青區內多名民主派政治素人成立組織「葵青傳承」，後來獲民主動力推薦，於2019年香港區議會選舉中出選長安選區，並擊敗時任葵青區議會主席羅競成而當選，更分別在2020年1月2日進行的民主派初選和7日進行的正式互選中獲選葵青區議會副主席。

## 從政
在參選區議會前，張文龍曾參與香港電台第二台《政壇新秀訓練班》節目中的「政壇新秀」，以及青年新政的工作，並與本土派有聯繫。2019年8月，適逢反對逃犯條例修訂草案運動，張文龍聯同住在荔景10年的藝術家王天仁和同在青衣服務的王振霖及郭子健等葵青區内多名民主派政治素人成立「葵青傳承」，並積極考慮參選區議會，而他當時已經在青衣長安邨進行社區服務。張文龍當時認為，長安邨社區的年輕人都有一顆變革的心，只是礙於青衣地理上人口與選區散佈不均，才會使時任葵青區議會主席兼長安選區區議員羅競成自2007年起當選至當時。後來，張文龍獲民主動力推薦出選長安選區，並在10月11日正式遞交提名參選該選區，報稱為廣告自由工作者，後來獲編為該選區的1號候選人，時年31歲，最終以3711票當選，擊敗時任葵青區議會主席、屬於建制派的民主建港協進聯盟的羅競成，以及報稱無黨派的唐亦駿，為民主派重奪失落了12年的議席。
| 政党   | 政党     | 候选人    | 票数  | %     | ±       |
| ------ | -------- | --------- | ----- | ----- | ------- |
|        | 葵青傳承 | ①. 張文龍 | 3,711 | 53.14 | 不適用  |
|        | 無黨派   | ②. 唐亦駿 | 289   | 4.14  | 不適用  |
|        | 民建聯   | ③. 羅競成 | 2,983 | 42.72 | -11.14% |
| 多数票 | 多数票   | 多数票    | 728   | 10.43 | -9.94%  |

### 葵青區議會副主席
坐擁葵青區議會大多數議席的民主派於2020年1月2日進行初選，決定由民主黨的單仲偕參選主席，而張文龍則參選副主席。民主派議員亦達成共識，為了讓區議會就主席及副主席作中期檢討，因此二人當選後，會在兩年後辭任主席及副主席，讓議會再次舉行補選。張文龍表示，他會在未來兩年著力連結民主派不同光譜的成員，令議會工作更順利。7日，單、張二人皆於沒有競爭對手下成功自動當選其參選的職位。當日會議中，張文龍提出臨時動議，要求政府全面落實五大訴求，獲當時全體在席區議員一致通過。

## 外部連結
- 張文龍的Facebook專頁
- 葵青區議會 - 葵青區議會議員資料 張文龍先生（页面存档备份，存于）

| 議會席位      | 議會席位                                              | 議會席位      |
| ------------- | ----------------------------------------------------- | ------------- |
| 前任： 周奕希 | 葵青區議會副主席 2020年1月7日 - 2021年7月19日         | 繼任： 待選出 |
| 前任： 羅競成 | 葵青區議會 長安選區區議員 2020年1月1日－2021年7月19日 | 空缺          |